# 이진 코드

"Wikipedia"라는 단어를 ASCII 이진값으로 표시한 것. 9바이트(72비트)로 이루어져 있다.

이진 코드 또는 바이너리 코드(binary code)는 텍스트, 컴퓨터 프로세서 명령어 또는 기타 데이터를 두 개의 기호체계(이진수 0과 1)를 사용하여 표현한다. 이진 코드는 이진 숫자(비트) 패턴을 각 문자, 명령 등으로 할당한다. 이를테면 8비트 이진 문자열은 256개의 가능한 값 중 어느 것으로도 표현할 수 있으므로 여러 항목을 대표할 수 있다.
컴퓨팅과 전기통신에서 이진 코드는 문자열과 같은 다양한 방식의 인코딩 데이터에 사용된다. 해당 방식들은 고정 너비 또는 가변 너비 문자열을 사용할 수 있다. 고정 너비 이진 코드에서 각 문자, 숫자, 그 밖의 문자는 같은 길이의 비트 문자로 대표된다. 즉, 이진 숫자로 대표되는 비트 문자는 일반적으로 팔진법, 십진법, 십육진법의 코드표로 표시된다. 이들을 위한 수많은 문자 집합과 수많은 문자 인코딩이 있다.
이진 숫자로 표현되는 비트 문자는 십진 숫자로 변환할 수 있다. 이를테면 소문자 a는 표준 ASCII 코드표에서처럼 비트 문자 01100001로 표현될 경우 십진 숫자 97로 표현할 수 있다.

## 같이 보기
- 이진법
- 이진 코드 목록
- 이진 파일
- 유니코드
- 그레이 부호